# Konservativni revolucionarji
 Konzervativni revolucionarji  je bilo nemško konservativno gibanje v letih po prvi svetovni vojni. Gibanje je predstavljalo nov nemški in še posebej pruski konservativizem in nacionalizem. Za razliko od drugih konservativnih gibanj, so poskušali zaustaviti popularnost liberalizma in komunizma.

## Zgodovina
Konservativni revolucionarji so utemeljevali svoje ideje v organskem, namesto na materialističnemu razmišljanju, na kvaliteti namesto kvantiteti in na narodni skupnosti namesto na družbenem razredu. Pisatelji so napisali več nacionalistične literature, ki je nastala na izkušnji prve svetovne vojne, kamor sodijo vojni dnevniki, romani, manifesti in filozofska dela, ki kličejo k transformaciji nemške culture in političnega življenja. Ogrorčeni so bili nad liberalizmom in egalitarizmom, zavračali pa so komercialno kulturo in urbano civilizacijo. Zavzemali so se za uničenje liberalne vladavine, po potrebi tudi revolucionalno, da bi naredili novo vladavino. 
Ime “konservativni revolucionarji” se je pojavilo po prvi svetovni vojni. Gibanje ni bilo homogeno, temveč so imeli zelo različne ideje. Nekateri so v začetku podpirali nacional socializem (Arthur Moeller van den Bruck), drugi so mu kasneje nasprotovali (Carl Schmitt) ali pa bili celo žrtve sistema. 

## Pomembni člani
- Gottfried Benn
- Ernst Bertram
- Hans Blüher
- Max Hildebert Boehm
- Hans Bogner
- Rudolf Borchardt
- Ludwig Ferdinand Clauss
- Heimito von Doderer
- Paul Ernst
- Hans Freyer
- Stefan George
- Karl Haushofer
- Martin Heidegger
- Friedrich Hielscher
- Hugo von Hofmannsthal
- Edgar Julius Jung, vpliven vodja gibanja, ki so ga ubili nacional socialisti v  Noč dolgih nožev.
- Ernst Jünger
- Friedrich Georg Jünger
- Ernst Kantorowicz
- Ludwig Klages
- Paul Lagarde
- Paul Lensch
- Mathilde Ludendorff
- Thomas Mann, distanciral se je iz gibanja v 1920h letih
- Arthur Moeller van den Bruck
- Ernst Niekisch
- Georg Quabbe
- Hermann Rauschning, dezertiral iz nacional socialistične Nemčije in kasneje pisal proti njim
- Ernst von Salomon
- Max Scheler
- Carl Schmitt
- Alfred Schuler
- Paul Schultze-Naumburg
- Werner Sombart
- Othmar Spann
- Oswald Spengler
- Wilhelm Stapel
- Josef Strzygowski
- Josef Weinheber
- August Winnig
- Hermann Wirth
- Hans Zehrer
- Leopold Ziegler

### Ostala literatura
- Dakin, Edwin F. Today and Destiny: Vital Excepts from the Decline of the West of Oswald Spengler. New York: Alfred A. Knopf, 1962.
- "Arthur Moeller van den Bruck: Une 'Question a la Destinee Allemande.'" Nouvelle Ecole No. 35 (January 1980), pp. 40–73.
- De Benoist, Alain. "Julius Evola, réactionnaire radical et métaphysicien engagé. Analyse critique de la pensée politique de Julius Evola," Nouvelle Ecole, No. 53–54 (2003), pp. 147–69.
- Dugin, Alexander. "Conservatism and Postmodernity", in The Fourth Political Theory. London: Arktos, 2012.
- Fischer, Klaus P. History and Prophecy: Oswald Spengler and the Decline of the West. New York: P. Lang, 1989.
- Gottfried, Paul. Carl Schmitt: Politics and Theory. Westport and New York: Greenwood Press, 1990.
- Gottfried, Paul. “Hugo von Hofmannsthal and the Interwar European Right.” Modern Age, Vol. 49, No. 4 (Fall 2007), pp. 508–19.
- Haag, John J. Othmar Spann and the Politics of "Totality": Corporatism in Theory and Practice. Ph.D. Thesis, Rice University, 1969.
- Hansen, H.T. "Julius Evola’s Political Endeavors". In: Evola, Julius. Men Among the Ruins: Postwar Reflections of a Radical Traditionalist. Rochester: Inner Traditions, 2002.
- Hughes, H. Stuart. Oswald Spengler: A Critical Estimate. New York: Scribner's, 1962.
- Jacob, Alexander. Europa: German Conservative Foreign Policy 1870-1940. Lanham, MD, USA: University Press of America, 2002.
- Jones, Larry Eugene & Retallack, James (eds.). Between Reform, Reaction, and Resistance. Studies in the History of German Conservatism from 1789 to 1945. Providence, Oxford: Berg., 1993.
- Jones, Larry Eugene. "Edgar Julius Jung: The Conservative Revolution in Theory and Practice." Conference Group for Central European History of the American Historical Association, vol. 21, Issue 02 (1988), pp. 142–174.
- Jung, Edgar Julius. The Rule of the Inferiour, 2 Vols. Lewiston, New York: Edwin Mellen Press, 1995.
- Kaes, Anton, Martin Jay, & Edward Dimendberg (eds.). The Weimar Republic Sourcebook. Berkeley: University of California Press, 1994.
- Kaltenbrunner, Gerd-Klaus. Europa: Seine geistigen Quellen in Portraits aus zwei Jahrtausenden, Vol. 1. Heroldsberg: Christiania-Verlag, 1981.
- Lauryssens, Stan. The Man Who Invented the Third Reich: The Life and Times of Arthur Moeller Van Den Bruck. Sutton Publishing, NY, 2003.
- Maass, Sebastian. Die andere deutsche Revolution: Edgar Julius Jung und die metaphysischen Grundlagen der Konservativen Revolution. Kiel: Regin Verlag, 2009.
- Messner, Johannes. Social Ethics: Natural Law in the Western World. St. Louis, MO: B. Herder Book Co., 1965.
- Moeller van den Bruck, Arthur. Germany's Third Empire. London: Arktos Media, 2012.
- Mohler, Armin. Die Konservative Revolution in Deutschland 1918–1932. Stuttgart: Friedrich Vorwerk Verlag, 1950.
- Muller, Jerry Z. The Other God that Failed: Hans Freyer and the Deradicalization of German Conservatism. Princeton: Princeton University Press, 1988.
- Struve, Walter. Elites Against Democracy; Leadership Ideals in Bourgeois Political Thought in Germany, 1890-1933. Princeton: Princeton University, 1973.
- Sunic, Tomislav. Against Democracy and Equality: The European New Right, Third Edition. London: Arktos, 2010.
- Szaz, Zoltan Michael. "The Ideological Precursors of National Socialism." The Western Political Quarterly, Vol. 16, No. 4 (Dec., 1963), pp. 924–945.
- Von Klemperer, Klemens. Germany's New Conservatism: Its History And Dilemma In The Twentieth Century. Princeton: Princeton University Press, 1968.